# Кетрін Мюррей Лаєлл
Кетрін Мюррей Лаєлл, уроджена Горнер (англ. Katharine Murray Lyell; 1817, Лондон — 19 лютого 1915) — англійська ботанікиня. Цікавилася переважно папоротями.

## Життєпис

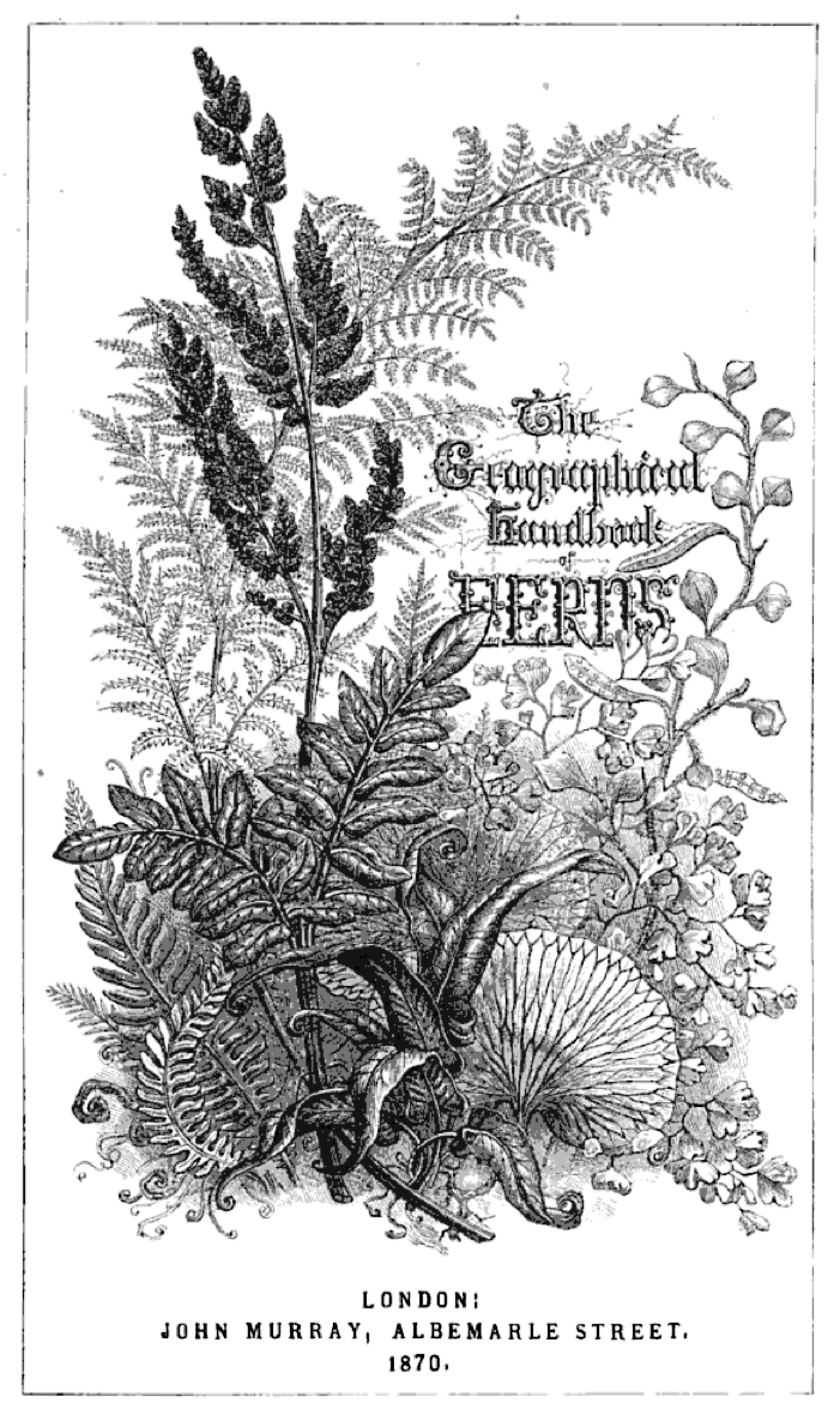
Фронтиспіс «Довідника з поширення папоротей». 1870

Кетрін Мюррей Горнер народилася 1817 року в Лондоні. Її батьком був шотландський геолог Леонард Горнер. Він мав 6 дочок і з дитинства брав їх із собою на засідання Британської асоціації розвитку науки. Згодом старша дочка Горнера, Мері, теж стала геологинею і вийшла заміж за геолога Чарлза Лаєлла. Кетрін, у свою чергу, стала дружиною молодшого брата Чарлза, Генрі. Їхній старший син, Леонард Лаєлл, що народився 1850 року, став згодом членом парламенту.
Після смерті Чарлза Лаєлла Кетрін брала участь у редагуванні і подальшому публікуванні його праць і епістолярної спадщини. Вона також долучилась до видання життєпису й листування натураліста Чарлза Банбері, який був чоловіком іншої її сестри.
Кетрін Лаєлл цікавилася ботанікою, особливо папоротями. 1870 року видано її довідник з географічного поширення різних видів папоротей (Geographical Handbook of All the Known Ferns). Разом зі своїм чоловіком вона побувала в Індії, де збирала рослини в дельті Гангу, в Ассамі і в гірському масиві Кхасі на плато Шиллонг. Зібрані зразки вона передала Британському музею, де вони зберігаються донині. Свою колекцію папоротей Кетрін Лаєлл передала в Ботанічні сади в К'ю.